# Kraussia speciosa
Kraussia speciosa är en måreväxtart som beskrevs av Arthur Allman Bullock. Kraussia speciosa ingår i släktet Kraussia och familjen måreväxter. Inga underarter finns listade i Catalogue of Life.